# Kimchijeon

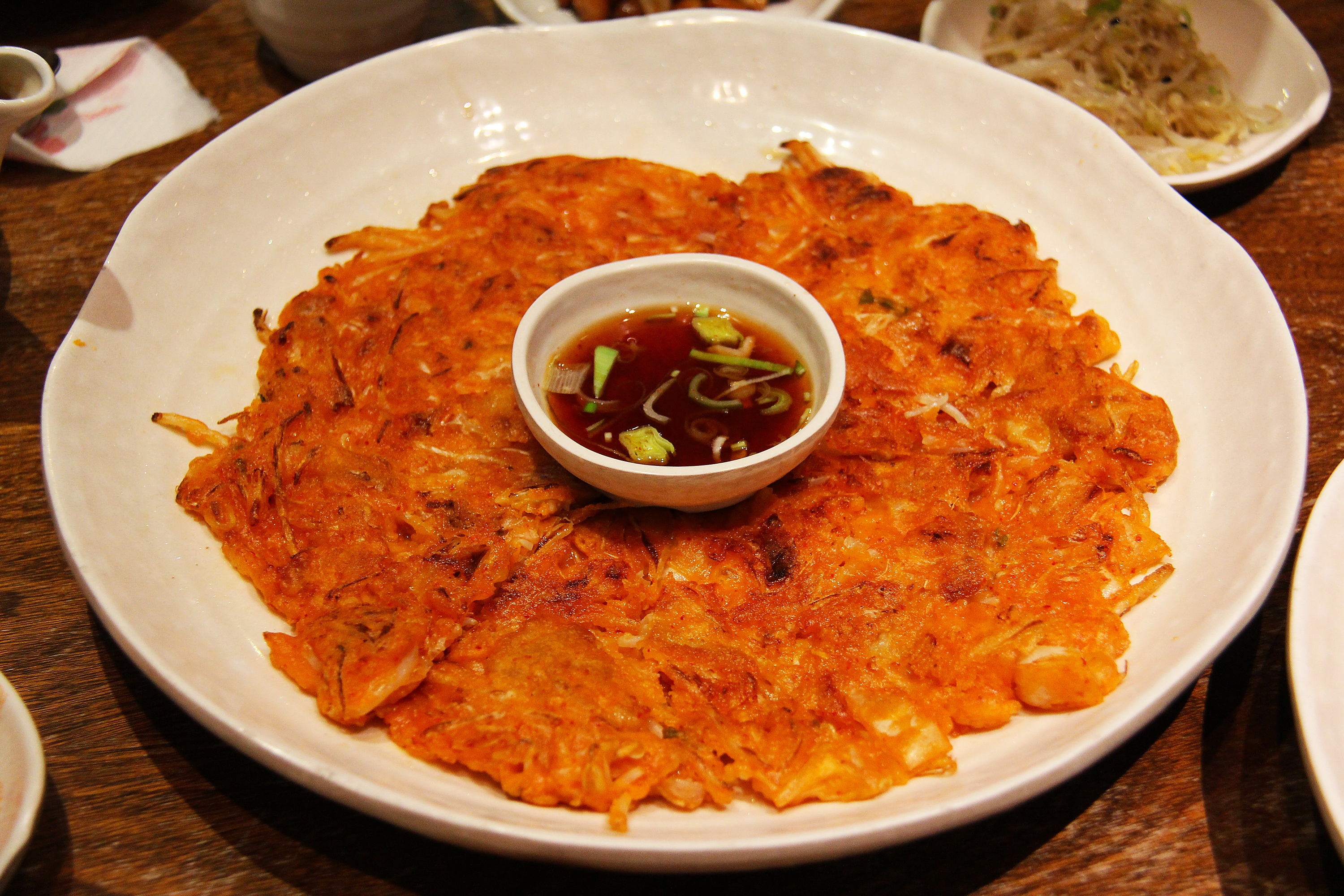
Kimchijeon

Kimchijeon (kor. 김치전), auch Kimchi-buchimgae (kor. 김치부침개) genannt, ist eine koreanische Speise. Sie besteht hauptsächlich aus einem Teig aus Mehl, der mit Kimchi, diversem Gemüse und oft auch Fleisch vermischt wird.
Kimchijeon wird international von einigen Anbietern auch als Kimchi Pancake bezeichnet. Das Voluntary Agency Network of Korea schlug dahingegen vor, man solle den koreanischen Namen der Speise stattdessen romanisieren, anstatt dem Gericht einen ausländischen Namen zu geben.